# Promotion canapé (film)
Pour l’article homonyme, voir Promotion canapé.
Pour plus de détails, voir Fiche technique et Distribution.
Promotion canapé est une comédie française réalisée par Didier Kaminka, sorti en 1990.
Deux jeunes femmes montées à Paris pour travailler aux PTT se rendent compte qu'il est plus facile d'y progresser en couchant avec leurs supérieurs.

## Synopsis
Deux jeunes femmes, Françoise et Catherine, montent à Paris pour travailler aux PTT. Elles sont admises avec plusieurs autres, dont un homme qui ne souhaite que rentrer chez lui en Martinique. Tout ne se déroule pas comme dans leurs rêves. D'abord, les formateurs sont généralement intimidants. En plus, l'appartement rêvé n'est qu'une petite chambre sale. Lors de leur formation, Catherine est approchée par un formateur, qui souhaite coucher avec elle, mais elle refuse. Ce formateur viole ultérieurement une autre candidate. Les deux amies deviennent qualifiées, mais pendant leur première journée de travail, leur collègue Carole les piège parce que leur responsable vient de passer une nuit avec Catherine. Catherine finit au tri (au lieu du guichet) comme sanction.
Même après avoir passé la formation, leurs supérieurs semblent toujours désireux d'avoir un rapport sexuel avec les femmes. Catherine le réalise rapidement, et elle séduit son inspecteur principal. Elle est ensuite promue par lui. En même temps, les deux amies sont expulsées de leur appartement. Elles en discutent dans un restaurant, où Catherine explique qu'elle est sur la liste rouge de l'assistance sociale, dont elles ont besoin, et que Françoise doit donc s'y rendre. Cependant, Françoise voit un homme dînant sur une autre table avec son enfant, et les deux ne cessent de se regarder. Quand Françoise se rend à l'assistance sociale, le fonctionnaire lui propose un appartement, mais seulement si elle couche avec lui, ce qu'elle refuse de faire. Après avoir raconté cette histoire à Catherine, cette dernière se rend à l'assistance sociale pour séduire le fonctionnaire, et les deux femmes finissent par obtenir le bail.
Un jour, Françoise tombe amoureuse d'un homme qu'elle rencontre lors de son travail au guichet. Cet homme, André, introduit Françoise à son ami Bernard, haut fonctionnaire au Ministère des Postes. Bernard, ayant convaincu André de laisser Françoise chez lui pour passer la nuit, tente des avances sexuelles, mais Françoise s'enfuit avant que l'acte puisse avoir lieu. Rentrant chez elle, elle découvre André couchant avec Catherine. Catherine, après avoir entendu ce qui s'est produit, encourage Françoise à retourner chez Bernard pour que Françoise puisse avancer sa carrière. Elle suit le conseil de sa meilleure amie, et retourne chez Bernard pour coucher avec lui. Elle est très rapidement promue au Ministère des Postes.
Le Ministre des Postes François Loubeau est inquiété par son image publique, étant dernier dans le sondage des ministres les plus aimés par les Français, et toujours en manque d'attention des journalistes. Catherine lui suggère de faire un déplacement aux DOM-TOM pour attirer l'attention des journalistes. Quand il arrive à l'aéroport, il n'y a aucun journaliste présent, contrairement à ce qui avait été prévu par son chef de relations publiques, Bernard. Au même moment, le ministre, Bernard et ses adjoints (dont Françoise) voient une foule de journalistes suivant un autre ministre en déplacement professionnel.
Loubeau décide donc d'annuler la visite, et s'apprête à rentrer au ministère quand il découvre que Françoise, la femme qu'il a vue au restaurant plus tôt, fait partie de l'équipe. Il décide donc d'aller en Martinique comme prévu, mais seulement avec Françoise pour y passer des vacances ensemble. Pendant leurs vacances, ils trouvent une plage tranquille sans personne d'autre - sauf un délinquant qui vole leur voiture. Ils doivent donc marcher pour trouver un lieu habité où ils pourront appeler les autorités pour les raccompagner à Fort-de-France. Ils trouvent enfin un dispensaire, et demandent au médecin d'appeler la Préfecture, Loubeau s'identifiant comme Ministre des Postes. Malheureusement, le voyage officiel étant annulé, le préfet pense, comme le médecin, que le monsieur devant lui n'est pas le vrai ministre. Cependant, une camionnette postale arrive au dispensaire pour faire des livraisons. Loubeau et Françoise la détournent, mais le facteur réussit à monter dans le camion et le fait arrêter au milieu de nulle part, désireux de déposer les deux inconnus. Françoise le convainc de ne pas les laisser tous seuls, en lui suggérant de consommer ensemble la nourriture qui se trouve dans les colis qu'il livre. Pendant ce 'repas', ils découvrent que la réunion que le facteur cite comme raison pour laquelle il ne peut les amener à Fort-de-France est liée au mouvement indépendantiste de la Martinique, qui a du mal à gagner l'attention des médias, tout comme Loubeau. Françoise suggère donc que Loubeau fasse une vidéo où il soit « enlevé » par les indépendantistes, médiatisant ainsi les deux parties. Le facteur est d'accord, à condition qu'il soit promu Directeur Régional. La stratégie marche parfaitement, faisant la une des actualités françaises. Loubeau, autrefois sous-apprécié, devient un héros face aux « terroristes indépendantistes », dont la cause est également reconnue. Cependant, Loubeau couche avec Françoise. Quelques jours plus tard, Loubeau et Françoise sont déposés près d'une poste, et Loubeau y entre de manière dramatique, comme s'il s'était enfui des terroristes et avait été maltraité.
Rentrés à Paris, Françoise devient Ministre des Postes et rend visite à la Poste dans laquelle elle a travaillé autrefois. On constate que les guichets sont tenus par les anciens cadres intermédiaires, dont Ivan l'inspecteur principal. Ses anciens camarades ont tous été promus. On voit également que Carole Poteau a été condamnée au tri. Françoise visite le bureau de l'Inspecteur, le jeune homme martiniquais pour lui transmettre des bonnes nouvelles : il peut rentrer en Martinique en tant que Directeur Adjoint au facteur récemment promu. Elle va ensuite au bureau de son amie Catherine - désormais directrice, qui vient d'inviter un nouveau salarié à passer la fin de semaine avec elle à Trouville. Françoise lui demande de deviner où elle va passer sa fin de semaine. La réponse est l'Élysée, où Françoise, en tenue attirante, est accueillie et dirigée vers l'intérieur du palais.

## La promotion canapé
L'œuvre repose sur une interprétation comique et exagérée de la promotion canapé, traitant de manière controversée avec légèreté également certains actes caractéristiques du harcèlement sexuel (qui deviendra pénalement répréhensible quelques années plus tard), et même du viol. L'expression « promotion canapé » ne porte pas forcément de connotations d'un acte sexuel contre le gré d'une des deux parties. En revanche, la promotion canapé se ferait habituellement avec le consentement apparent des deux parties.

## Fiche technique
- Titre : Promotion canapé
- Réalisateur : Didier Kaminka
- Scénario : Claude Zidi, Didier Kaminka
- Musique : Louis Chedid
- Affiche : Philippe Lemoine
- Producteurs : Eveline Gélin ; Xavier Gélin et Stéphane Marsil[1]

- Pays d'origine :  France
- Genre : Comédie
- Durée : 105 minutes
- Sortie en salle : 1990
- Box office France : 1 324 814 entrées

## Distribution
- Margot Abascal : Françoise
- Grace de Capitani : Catherine Moreau
- Thierry Lhermitte : François Loubeau, le ministre
- Michel Sardou : Bernard
- Claude Rich : Ivan, l'inspecteur principal
- Patrick Chesnais : André
- Zabou : Carole Poteau
- Jean-Pierre Castaldi : Pierre
- Rufus : Inspecteur de justice
- Martin Lamotte : Marcel, le formateur
- Romain Bouteille : L'homme du Printemps
- Catherine Alric : Marie-Claire
- Nicole Jamet : Hélène
- Daniel Gélin : Le responsable des inspecteurs de la Justice
- Pierre Richard : L'informateur
- Eddy Mitchell : Le délégué de la GGT
- Patrick Poivre d'Arvor : Lui-même
- Didier Kaminka : Inspecteur de justice
- Michel Crémadès : Jean-Paul
- Anne Roumanoff : La jeune femme virée
- Georges Beller : Un proxénète
- Xavier Gélin : Un proxénète
- Gaëtan Bloom : Jean 28
- Patrice Melennec : Le directeur du foyer
- Yves Belluardo : Le clochard
- Sully Cally : Pitiaouté
- Nathalie Boileau : Geneviève

## Thématiques
Plusieurs œuvres sont parodiées : le carton introductif déroulant de Star Wars, Mars désarmé par Vénus sur l'affiche…

## Autour du film
- Dans la version VHS, le film est diffusé à la façon d'un director's cut, c'est-à-dire avec l'inclusion d'une scène coupée que l'on ne voit pas lors des rediffusions télévisées du film : lorsque les deux agents du service justice viennent fouiller le vestiaire de Catherine et qu'ils jettent le contenu de son sac à main par terre, la scène continue avec la découverte d'une lettre écrite par sa mère, fière que sa fille rentre dans le service public. L'un des agents du service justice la lit à voix haute avant de la brûler. S'ensuit un interrogatoire dans un local délabré, où Catherine n'a droit ni de boire ni de manger, afin de soutirer ses aveux, les agents étant plus infects l'un que l'autre, un peu à l'image d'un interrogatoire de la Gestapo. La scène se conclut avec le verdict dicté par Daniel Gélin que l'on voit dans la « version courte » du film.[réf. nécessaire]
- Lors de sa sortie en 1990, La Poste, avec beaucoup d'humour, a organisé une soirée de projection privée à l'intention de ses différents directeurs de service et de ses prestataires de service.[réf. nécessaire]
- Dans le film, un passant chante l'air Les Anges dans nos campagnes dans le grand magasin, avec les paroles en latin nettement audibles (source : générique).